# Annalen van Quedlinburg

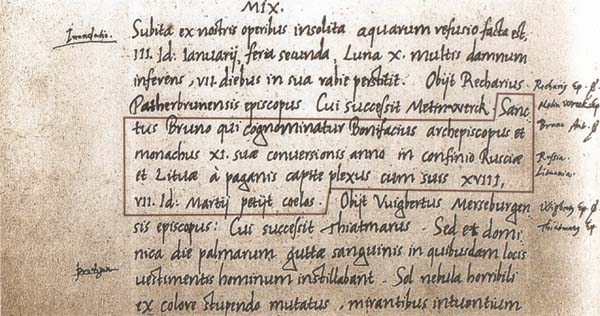
Passage uit de annalen van Quedlinburg waar Litouwen wordt genoemd

De Annalen van Quedlinburg  (Latijn: Saxonicae Annales Quedlinburgenses, Duits: Quedlinburger Annalen) werden tussen 1008 en 1030 geschreven in de Abdij van Quedlinburg. Sinds enkele jaar bestaat er enige consensus over het feit dat de schrijver van de annalen een vrouw is. De annalen zijn vooral gericht op de geschiedenis van het Heilig Roomse Rijk. Tevens bevatten de annalen de eerste schriftelijke verwijzing naar Litouwen.
Het originele document is verloren gegaan, alleen een zestiende-eeuwse kopie bestaat nog en deze wordt bewaard in Dresden.

## Annalen
De annalen beginnen met een kroniek over de geschiedenis van de wereld van de tijd van Adam tot het Derde Concilie van Constantinopel in 680-681. De inhoud van de annalen leunt erg op verschillende oudere bronnen tot aan het jaar 1002. Het narratief van de schrijver begint in 993 en geeft een ooggetuigenverslag van de gebeurtenissen in en om Quedlinburg. Vanaf 1008 neemt het aantal details dat genoemd wordt in de annalen toe. Tot aan het jaar 1030 zou er aan de annalen gewerkt worden. De voornaamste taak van de annalisten was om de nalatenschap van de Ottoonse dynastie en Quedlinburg bij te houden.